# Famille Arago
La famille Arago est une famille subsistante d'ancienne bourgeoisie, originaire d'Estagel, en Roussillon. 
Issue de la classe des pagès, paysans aisés et notables ruraux catalans, sous l'Ancien Régime, elle s'est particulièrement illustrée, après la Révolution, dans la descendance de François Bonaventure Arago (1754-1814) et Marie-Anne Roig (1755-1845), avec plusieurs personnalités qui ont occupé un rôle de premier plan dans les sciences, les arts ou la vie politique.
L'expression « clan Arago » désigne quant à elle, au-delà de la fratrie Arago, le cercle scientifique et amical formé par François Arago (1786-1853), son beau-frère Claude-Louis Mathieu (1783-1875), mais aussi Alexander von Humboldt ou encore Félix Savary à l'Observatoire de Paris.

## Liens de filiation entre les personnalités notoires
- François Bonaventure Arago (1754-1814), premier consul d'Estagel en 1786-1787, juge de paix, membre puis président du Directoire départemental en 1791, et enfin caissier de l'Atelier des monnaies de Perpignan (1797-1814), épouse Marie Roig (1755-1845)
  - Rose Arago (1782-1832)
  - François Arago (1786-1853),  astronome, physicien et homme d'État. Il épouse  Lucie Carrier-Besombes
    - Emmanuel Arago (1812-1896), homme politique.
      - Pierre Jean François Arago (1862-1937), homme politique.

    - Alfred Arago (1815-1892), peintre et inspecteur général des beaux-arts.

  - Jean Arago (1788-1836), général dans l'armée mexicaine.
  - Jacques Arago (1790-1854), écrivain, dessinateur et explorateur.
  - Victor Arago (1792-1867), militaire.
  - Joseph Arago (1796-1860), militaire dans l'armée mexicaine.
  - Marguerite Arago (1798-1859) épouse Claude-Louis Mathieu (1783-1865), astronome.
  - Étienne Arago (1802-1892), dramaturge et homme politique.

François Bonaventure et Marie Arago donnent également naissance à trois filles, en 1779, 1780 et 1783, qui meurent en bas âge.

## Le «clan» de l'Observatoire de Paris
François Arago regroupa autour de lui des proches qui furent qualifiés de « clan Arago ». L'astronome Claude-Louis Mathieu épousa Marguerite Arago, sœur de François Le clan Arago comporta aussi quelques amis, notamment l'astronome Félix Savary, le géographe et explorateur Alexander von Humboldt et le physicien Alexis Petit dont l'épouse est la sœur de l'épouse de François Arago.

## Pour approfondir